# Willenbach

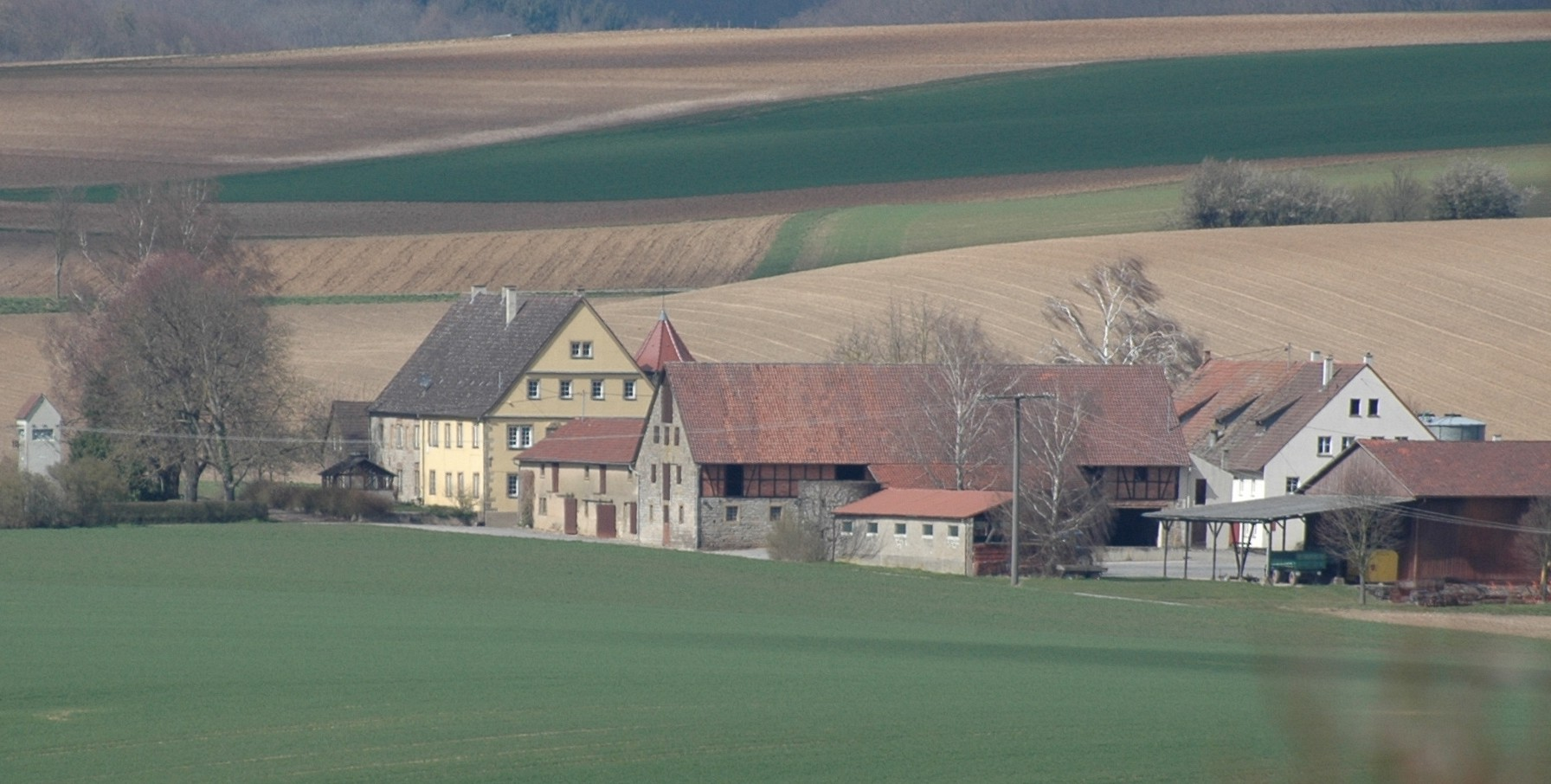
Blick auf den Willenbacher Hof vom Oedheimer Neuberg (März 2008)

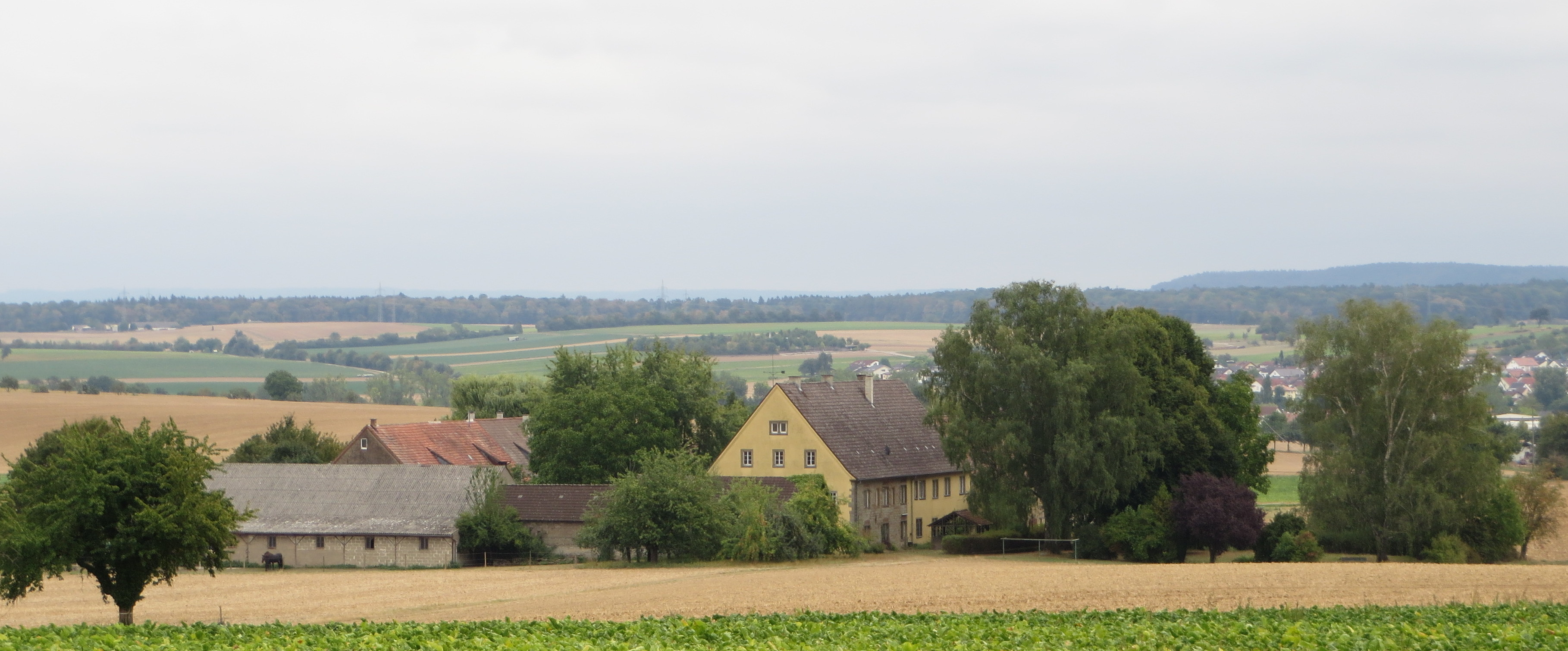
Blick auf den Willenbacher Hof vom Obstversuchsgut Heuchlingen (September 2018)

Willenbach ist ein 141 Hektar umfassendes Hofgut mit eigener Gemarkung innerhalb der Gemeinde Oedheim im Landkreis Heilbronn in Baden-Württemberg. Einer römischen Besiedlung folgend befand sich hier im frühen Mittelalter das abgegangene, nicht mehr bestehende Dorf Willenheim. Ab 1447 ist Willenbach ein Lehen der Adelsfamilie Capler von Oedheim, die den Hof 1603 um ein schlossartiges Herrenhaus erweiterte.

## Geschichte

### Antike
Dass die Markung Willenbach bereits zu römischer Zeit besiedelt war, belegen die heute noch sichtbaren Reste eines römischen Gutshofs (villa rustica) im heutigen Gewann Mäurich. Die Lage am Hohenrücken zwischen Kocher- und Jagsttal entsprach römischen Siedlungsgewohnheiten.

### Mittelalter
Im Frühmittelalter wurde die Siedlung Willenheim zwei Mal urkundlich erwähnt: 803 schenkte eine Regintrud dem Kloster Lorch acht Tagewerk Äcker. Eine Urkunde aus dem Jahr 996 dokumentiert die Übergabe des Dorfs durch Kaiser Otto III. an das Kloster Amorbach. Seither finden sich keine weiteren Erwähnungen von Willenheim, so dass das Dorf möglicherweise während der Ungarneinfälle zerstört wurde. Unter Umständen siedelte die Bevölkerung danach an den besser geschützten Hang des Kochers um und gründete damit Oedheim. Mittelalterliche Mauerreste nahe dem ehemaligen römischen Gutshof weisen auf die ehemalige mittelalterliche Siedlung hin.
Seit dem 13. Jahrhundert ist der Hof Willenbach nachgewiesen: 1237 wandelte das Kloster Amorbach als Lehnsgeber ein Lehen auf Willenbacher Markung von einem Falllehen in ein Erblehen. Lehnsnehmer war ein Conradus de Wyllenbach. 1447 erhielt Conrad Capler von Oedheim, genannt Bautz, Willenbach von Konrad IX. von Weinsberg als Mannlehen, nachdem mit dem Gut zuvor der verstorbene Burghardt von Wittstatt aus Hagenbach belehnt war. Zugunsten von Willenbach gaben die Capler ihr Hofgut in Weinsberg auf. Bis zum Aussterben des Geschlechts 1967 blieb Willenbach durchgehend in Händen der Familie.

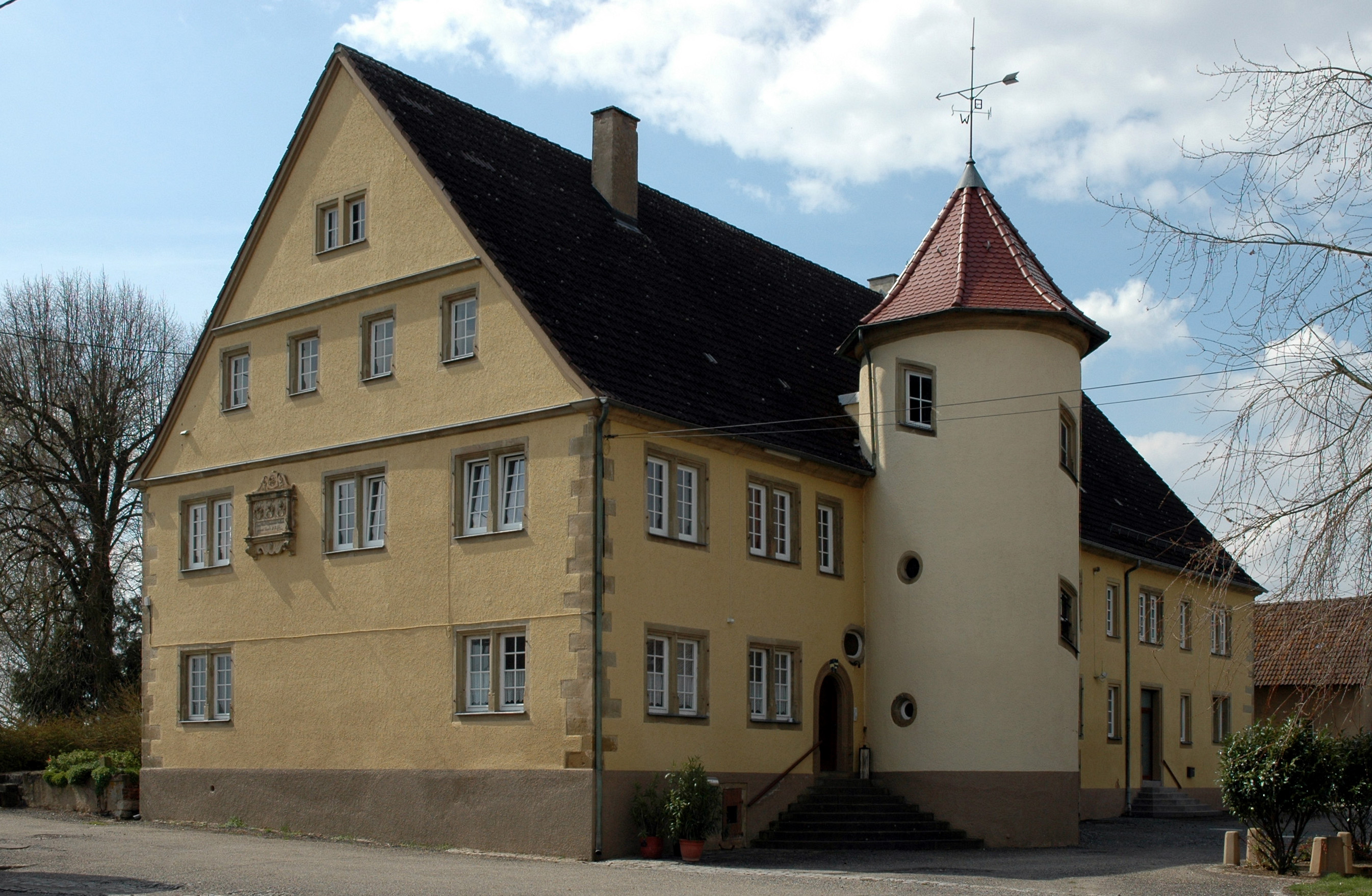
Capler'sches Herrenhaus von 1603 (Apr. 2008)

### Neuzeit
Um die Wende vom 16. zum 17. Jahrhundert hatte Hans Wolf Capler von und zu Oedheim, genannt Bautz (* 1562, † 23. Juni 1607) besonderen Einfluss auf die weitere Entwicklung von Willenbach: Nach permanenten Streitigkeiten mit dem Deutschen Orden hinsichtlich der Grenzziehung zu Oedheim ließ Capler die Grenze von Schiedsrichtern aus Heilbronn versteinen. 1603 wurde unter Hans Wolf Capler das Herrenhaus im Renaissance-Stil vollendet.
Bis 1781 bewirtschafteten die Leibeigenen der Capler den Hof. Als die Familie zu Ende des 18. Jahrhunderts bankrottging, kam Willenbach, wie auch alle anderen Güter der Familie, vorläufig unter die Verwaltung des Ritterkantons Odenwald. Seitdem und bis heute bewirtschaften wechselnde Pächter den Hof. Im gleichen Jahr entstand auf dem Hof eine Ölmühle.
Für 1806 sind als Pächter vier Mennoniten belegt. Insgesamt lebten zu diesem Zeitpunkt 16 Familien auf dem Hof, darunter waren neun Juden. In Summe gab es 73 Einwohner, davon 41 Juden. Alle Juden, die in eigenen Häusern wohnten, mussten eine Schutzgült von einem Gulden pro Jahr zahlen; die Juden, die im Herrenhaus wohnten, hatten 20 Gulden inklusive Hauszins zu leisten. Der Hof umfasste 1806 an Äckern, Wiesen und Gärten 473 Morgen, an Weinbergen fünf Morgen und an Wäldern 29 Morgen.
Eine Beschreibung von 1841 zufolgt umfasste der Hof neben dem Herrenhaus einen Fruchtspeicher, Stallungen, Keller, einen langen Viehstall mit Wohnung, Schweineställe, eine Branntweinbrennerei und ein Schäferhaus mit Schafstall.
Einem bereits 1851 gefassten Beschluss zufolge wurde Willenbach 1860 in die Gemeinde Oedheim als Teilgemeinde integriert, bildete aber wie Lautenbach weiterhin eine eigene Markung. 1936 verlor Willenbach den Status einer Teilgemeinde.
Von 1871 bis 1924 war die Zuckerfabrik Heilbronn Pächter. Sie beschäftigte um die Jahrhundertwende – ohne Erntehelfer – rund 20 Arbeiter. Seit 1924 ist der Willenbacher Hof von der Familie gepachtet, die ihn auch heute noch bewirtschaftet.

### Seit dem Zweiten Weltkrieg
Nach dem verheerenden Luftangriff auf Heilbronn am 4. Dezember 1944 kamen in Willenbach 25 Obdachlose unter. Der alliierte Einmarsch rückte Willenbach ab dem 4. April 1945 direkt in das Kampfgeschehen: Als es der Wehrmacht gelang, eine Verteidigungslinie entlang dem Höhenrücken zwischen Jagst und Kocher und weiter nach Süden entlang von Neckar und Enz zu errichten, befand sich Willenbach direkt an der Frontlinie. Im Keller des Herrenhauses richtete das 3. Bataillon des 38. Panzerregiments einen Gefechtsstand ein, von dem aus 400 Soldaten befehligt wurden, außerdem befand sich hier ein Feldlazarett. Schon am 3. April wurde der Hof beschossen, die Kornscheuer wurde getroffen. Vom 6. bis zum 11. April war der Hof stark umkämpft. Neben dem Wehrmacht-Kommando suchten zunächst 110 Zivilisten und russische und polnische Zwangsarbeiter in dem Keller dicht gedrängt Schutz, bis die Zivilisten am 8. April während einer Feuerpause nach Lautenbach flüchten konnten. Am 7. April gelang es einem amerikanischen Panzer, sich bis auf 60 Meter anzunähern, er musste sich aber wegen Munitionsmangels zurückziehen. Am 8. April brannte das Haus nach einem Treffer aus. Am 9. April wurden die Zwangsarbeiter weiter nach Osten umquartiert, so dass sich neben Militär nur noch das Pächterehepaar auf dem Hof befand. Vom 11. auf den 12. April gaben die deutschen Truppen den Hof auf und zogen sich zurück. Amerikanische Einheiten besetzten Willenbach am 12. April kampflos.
Nur wenige Zeit später kehrten die Pächter, die während des deutschen Rückzugs nach Lautenbach gebracht wurden, auf den zerstörten Hof zurück, wo sie zunächst im noch erhaltenen Keller unterkommen mussten. Bald darauf wurde eine Baracke des KZ Kochendorf nach Willenbach verbracht, um zusätzlichen Wohnraum für die teilweise zurückgekehrten Zwangsarbeiter zu schaffen.
Dietrich Fritz Hermann Capler von Oedheim, genannt Bautz nahm den Wiederaufbau des Hofs rasch in Angriff, wenngleich ihm dies nur durch den Verkauf einiger Ländereien möglich war.
Nach Aussterben des Geschlechts der Capler 1967 wurde der Willenbacher Hof teilweise von der Pächterfamilie erworben, weitere Teile sind in Besitz der Caplerschen Erben (Familien von Gemmingen und Strauß).

## Herrenhaus

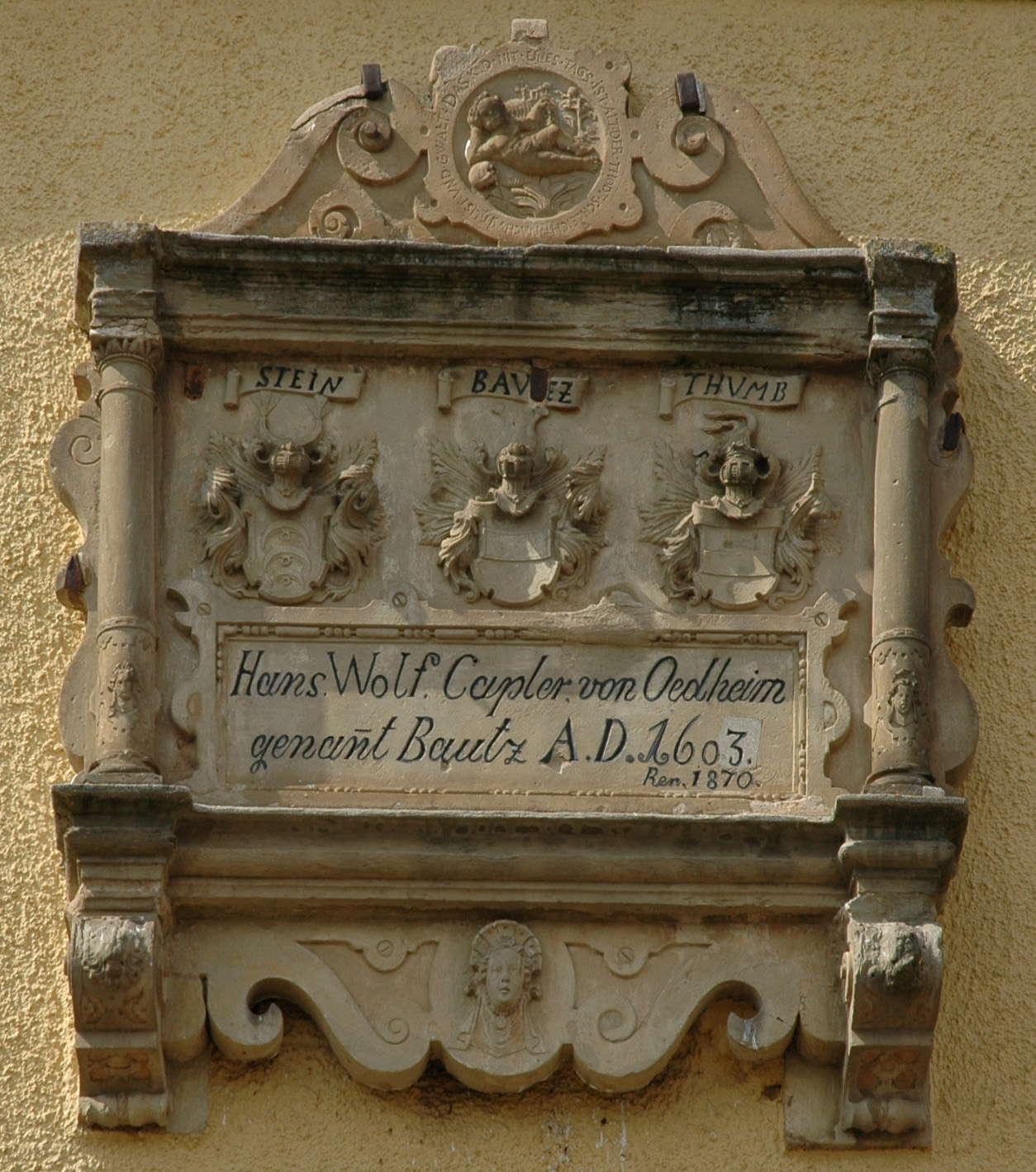
Wappenstein Capler–Stein–Thumb am Südost-Giebel (Apr. 2008)

Dominantestes Bauwerk des Willenbacher Hofes ist das schlossartige Herrenhaus, das 1603 unter Hans Wolf Capler von Oedheim, genannt Bautz fertiggestellt wurde. Besondere Merkmale waren der Giebel im zeitgenössischen Stil der Renaissance und der runde Treppenturm. Beim Wiederaufbau nach dem Zweiten Weltkrieg konnte das Erscheinungsbild großteils gewahrt werden, wenn auch das Erscheinungsbild des Renaissance-Giebels verloren ging.
Den Südost-Giebel des Hauses ziert ein Wappenstein mit dem Allianzwappen der Familien Capler (Bautz), Stain und Thumb – neben dem Erbauer repräsentiert der Stein seine erste, am 23. Januar 1599 bei der Geburt ihres zehnten Kindes verstorbene Ehefrau Cordula Stain von Klingenstein und seine zweite Ehefrau Maria Thumb von Neuburg, verwitwete Lemlin von Horkheim. Darüber hinaus findet sich an der Hauswand ein Epitaph, das an den Tod des bei der Geburt verstorbenen Kindes erinnert. Die Inschrift lautet:

„Das Kind nit eines Tages alt, der Thodt schleicht nach mit List und Gwalt. A.D. 1600 Hans Wolf Capler von Oedheim gen. Bautz“